# Waddingham
Waddingham är en ort och civil parish i Storbritannien.   Den ligger i grevskapet Lincolnshire och riksdelen England, i den sydöstra delen av landet, 220 km norr om huvudstaden London. Waddingham ligger 13 meter över havet och antalet invånare är 548.
Terrängen runt Waddingham är platt. Runt Waddingham är det ganska tätbefolkat, med 70 invånare per kvadratkilometer. Närmaste större samhälle är Scunthorpe, 16,5 km nordväst om Waddingham. Trakten runt Waddingham består till största delen av jordbruksmark.